# Мроча
Мроча (пол. Mrocza, нім. Mrotschen) — місто в північній Польщі.
Належить до Накельського повіту Куявсько-Поморського воєводства.

## Демографія
Демографічна структура станом на 31 березня 2011 року:
|          | Загалом | Допрацездатний вік | Працездатний вік | Постпрацездатний вік |
| -------- | ------- | ------------------ | ---------------- | -------------------- |
| Чоловіки | 2208    | 527                | 1520             | 161                  |
| Жінки    | 2185    | 447                | 1357             | 381                  |
| Разом    | 4393    | 974                | 2877             | 542                  |